# Paracophus reddelli
Paracophus reddelli is een rechtvleugelig insect uit de familie krekels (Gryllidae). De wetenschappelijke naam van deze soort is voor het eerst geldig gepubliceerd in 1972 door Hubbell.